# Black Metal Against the World
Black Metal Against the World ist eine Split-EP der Bands Funeral Winds, Leviathan, Ad Hominem und Eternity. Eternitys Schlagzeuger Basilisk zufolge hatte Kaiser W. von Ad Hominem, mit dem die Band schon länger in Kontakt stand, diese Veröffentlichung geplant und dann bei Eternity angefragt. Eternity und Ad Hominem waren außerdem 24. Februar 2004 zusammen mit Magog und Absurd in Abbendorf aufgetreten, Kaiser W. und Basilisk spielen außerdem zusammen im multinationalen Projekt Dead?. Mit Funeral Winds’ Schlagzeuger Balgradon Xul wiederum spielt Kaiser W. bei Nonessencegenesis. Die EP wurde 2004 von Undercover Records in einer Auflage von 1000 Exemplaren veröffentlicht, von denen die ersten 200 als „Splatter“-Vinyl und die restlichen auf schwarzem Vinyl gepresst wurden.

## Titelliste
1. Funeral Winds – The Old Serpent Stirs – 03:13
2. Leviathan – In Adverse Talons – 03:58
3. Ad Hominem – Black Thrash Desecration – 02:37
4. Eternity – Each Night.... (Blitzkrieg Version) – 04:02

Die Reihenfolge ist auf der Hülle falsch angegeben. Dort werden für die A-Seite die Titel von Leviathan und Funeral Winds angegeben und für die B-Seite die von Ad Hominem und Eternity. Sämtliche Titel sind in diesen Versionen exklusiv.

## Gestaltung
Die Split-EP wurde mit einem grauen Faltcover veröffentlicht, auf dem vorne der EP-Titel und die Schriftzüge der Bands zu sehen sind. Auf der Rückseite steht In odium redivimus (Latein, in etwa: In Hass zurückgekehrt).

## Stil
The Old Serpent Stirs setzt Funeral Winds’ traditionellen Black-Metal-Stil fort. Das Lied wurde im Vortex Studio in Zevenhuizen aufgenommen. Für das Album Nexion Xul – The Cursed Bloodline erfolgte eine Neuaufnahme in einer weniger rohen Fassung. Der Text bezieht sich im Zusammenhang mit satanistischen Vorstellungen auf die Gottheit Tiamat.
Leviathans In Adverse Talons ist repetitiv gehalten, entspricht aber nicht dem „suizidalen“ Stil, für den das Projekt bekannt ist, sondern ist in einem schnellen Black-/Thrash-Metal-Stil gespielt.
Ad Hominem spielt bei Black Thrash Desecration abwechslungsreichen, thrash-metal-beeinflussten, aggressiven und größtenteils schnellen extremen Metal mit organischer Perkussion anstatt des industrial-metal-beeinflussten Stils, für den das Projekt bekannt ist. Bass, Gitarre und Gesang spielte Kaiser W. ein, statt eines Drumcomputers setzte er den Session-Schlagzeuger Altar .3K6 von Crystalium ein; Toningenieure waren Kaiser W. und Draciv. Im Liedtext ersetzen Seuchen auf Erden den Himmel und die Hölle auf Erden wird errichtet, wobei die Schwachen ohne Gnade ausgelöscht werden. Den Christen, Muslimen und Juden wird angekündigt, zu Staub reduziert zu werden und die „hungrigen Öfen“ zu „füttern“, womit auf den Holocaust angespielt wird. Altar .3K6 spielt inzwischen unter dem Namen Altar ZK6 auch bei der Band Arkhon Infaustus, deren Sänger und Gitarrist Dk. Deviant die Zusammenarbeit von Altar und Waiser W. als einmalige Zusammenarbeit zwischen Personen trotz persönlicher Meinungsverschiedenheiten bezeichnete; Kaiser W. habe ihm angeboten, sich für einen Zahlungsscheck zu beteiligen. Außerdem habe sich das Verhältnis zwischen Altar und Kaiser W. seitdem erschwert; letzterer spreche als Nazi von Ehre und bezeichne andere „Rassen“, besonders die Juden, als Diebe, und betrüge selbst die Gastmusiker seines Projekts.
Auch Eternity spielt im traditionellen Stil; hier werden Gitarre und Schlagzeug zwar schnell gespielt, durch die langsameren Screams wird deren Geschwindigkeit jedoch relativiert. Die Band selbst beschreibt die angestrebte Atmosphäre als rau, düster und destruktiv. Obwohl der Titel Each Night.... (Blitzkrieg Version) lautet, gibt es kein gleichnamiges Lied auf einer anderen Veröffentlichung. Auf dem Album …And the Gruesome Returns with Every Night findet sich allerdings ein Lied namens Jede Nacht, dessen Protagonist jede Nacht zum Töten verleitet wird. Each Night.... (Blitzkrieg Version) ist eine musikalisch schnellere Version davon mit englischem Text und roherer Produktion; die Metrik des deutschen Textes wurde beibehalten, so wird „mass murder“ etwa sprachlich gesehen falsch betont. Fehlerhaft ist auch die Aussprache bei „methods“, wo das o eigentlich ə gesprochene o als Diphthong oʊ ausgesprochen wird. Beide Texte wurden von Thorstein, dem Inhaber von Blut & Eisen Productions, geschrieben, der als „passives Mitglied“ der Band gilt.

## Kritiken
In vielen Magazinen wurde die Split-EP wurde wegen Vorwürfen über rechtsextremen Tendenzen einiger darauf vertretener Bands nicht rezensiert. Aus Sicht der Autoren von Unheilige Allianzen erweckt diese Split-Veröffentlichung zusammen mit einigen weiteren „den Eindruck, als gehöre es zum guten Ton, gemeinsam mit Ad Hominem auf einer Split zu erscheinen“.